# Hull, Iowa
Hull är en stad i Sioux County i Iowa. Vid 2020 års folkräkning hade Hull 2 384 invånare.

## Kända personer från Hull
- Randy Feenstra, politiker